# Cédric Séguin
Cédric Thierry Séguin (Pierrelatte, 3 de abril de 1973) es un deportista francés que compitió en esgrima, especialista en la modalidad de sable.
Participó en los Juegos Olímpicos de Sídney 2000, obteniendo una medalla de plata en el torneo por equipos (junto con Mathieu Gourdain, Julien Pillet y Damien Touya). Ganó una medalla de oro en el Campeonato Europeo de Esgrima de 1999, en la prueba por equipos.

## Palmarés internacional
| Juegos Olímpicos   | Juegos Olímpicos   | Juegos Olímpicos | Juegos Olímpicos  |
| Año                | Lugar              | Medalla          | Prueba            |
| ------------------ | ------------------ | ---------------- | ----------------- |
| 2000               | Sídney (Australia) | Medalla de plata | Sable por equipos |
| Campeonato Europeo |                    |                  |                   |
| Año                | Lugar              | Medalla          | Prueba            |
| 1999               | Bolzano (Italia)   | Medalla de oro   | Sable por equipos |